# 2018 في المملكة المتحدة
فيما يلي قوائم الأحداث التي وقعت خلال عام 2018 في المملكة المتحدة.

## سياسة

### تعيين في المنصب
- 8 يناير – جيريمي هنت Secretary of State for Health and Social Care [الإنجليزية]‏.

### انتهاء فترة المنصب
- 8 يناير – جيريمي هنت Secretary of State for Health and Social Care [الإنجليزية]‏.

## أحداث

### يوليو
- 16 يوليو - تقديم نموذج لطائرة بي أيه إي سيستمز تيمبست، وهي طائرة مستقبلية تصنف ضمن الجيل السادس.

## أفلام
من الأفلام التي صدرت هذه السنة في المملكة المتحدة:
- 1 يناير – الأجنبي من إخراج مارتن كامبل.
- 1 يناير – ماذا حدث للاثنين من إخراج تومي وركولا.
- 1 يناير – وفاة ستالين من إخراج أرماندو يانوتشي.
- 18 يناير – الساعة الأكثر ظلمة من إخراج جو رايت.[1]
- 26 يناير – إيرلي مان من إخراج نيك بارك.
- 23 فبراير – الأرنب بيتر من إخراج ويل جلوك.
- 7 مارس – تومب رايدر من إخراج راور أوتوغ.
- 9 مارس – تجعد في وقت من إخراج إيفا ديفورني.
- 4 سبتمبر – ثلاث لوحات خارج إيبينغ، ميزوري من إخراج مارتن ماكدونا.
- 20 سبتمبر – جوني إنجلش 3 من إخراج دايفيد كير.

## برامج ومسلسلات وأنمي
- مكمافيا

## مواليد

### أبريل
- 23 أبريل – الطفل الثالث لدوق ودوقة كامبريدج

## وفيات

### يناير
- 9 يناير – تومي لورانس (مواليد 1940) لاعب كرة قدم اسكتلندي.[2]
- 22 يناير – جيمي أرمفيلد (مواليد 1935) لاعب كرة قدم إنجليزي.[3]

### فبراير
- 4 فبراير – آلان باكر (مواليد 1939)[4]
- 10 فبراير – آلن باترسبي (مواليد 1925) كيميائي بريطاني.
- 22 فبراير – بيلي ويلسون (مواليد 1946) لاعب كرة قدم إنجليزي.
- 26 فبراير – آلان جيلدارد (مواليد 1927) درّاج طريق من المملكة المتحدة.[5]

### مارس
- 3 مارس – روجر بانستر (مواليد 1929) عدَّاء وطبيب وأكاديمي بريطاني.[6]
- 6 مارس – جون سالستون (مواليد 1942) أحيائي وعالم وراثة بريطاني.[7]
- 14 مارس – ستيفن هوكينج (مواليد 1942) عالم كون وفيزياء نظرية ومؤلف بريطاني.[8]
- 29 مارس – كولن هاربر (مواليد 1946)[9]

### أبريل
- 4 أبريل – راي ويلكينز (مواليد 1956) لاعب ومدرب كرة قدم إنجليزي.[10]